# Saint-Maur-des-Bois
Saint-Maur-des-Bois és un municipi francès situat al departament de la Manche i a la regió de Normandia. L'any 2007 tenia 129 habitants.

## Demografia

### Població
El 2007 la població de fet de Saint-Maur-des-Bois era de 129 persones. Hi havia 60 famílies de les quals 24 eren unipersonals (16 homes vivint sols i 8 dones vivint soles), 20 parelles sense fills i 16 parelles amb fills.
La població ha evolucionat segons el següent gràfic:
Habitants censats

### Habitatges
El 2007 hi havia 88 habitatges, 58 eren l'habitatge principal de la família, 16 eren segones residències i 15 estaven desocupats. 84 eren cases i 2 eren apartaments. Dels 58 habitatges principals, 34 estaven ocupats pels seus propietaris i 24 estaven llogats i ocupats pels llogaters; 5 tenien dues cambres, 10 en tenien tres, 14 en tenien quatre i 29 en tenien cinc o més. 52 habitatges disposaven pel capbaix d'una plaça de pàrquing. A 33 habitatges hi havia un automòbil i a 24 n'hi havia dos o més.

### Piràmide de població
La piràmide de població per edats i sexe el 2009 era:
| Homes | Edats   | Dones |
| ----- | ------- | ----- |
| 0     | 95 o +  | 0     |
| 0     | 90 a 94 | 4     |
| 0     | 85 a 89 | 4     |
| 0     | 80 a 84 | 4     |
| 8     | 75 a 79 | 4     |
| 4     | 70 a 74 | 8     |
| 0     | 65 a 69 | 4     |
| 8     | 60 a 64 | 4     |
| 4     | 55 a 59 | 0     |
| 0     | 50 a 54 | 12    |
| 4     | 45 a 49 | 0     |
| 0     | 40 a 44 | 4     |
| 12    | 35 a 39 | 0     |
| 4     | 30 a 34 | 8     |
| 0     | 25 a 29 | 4     |
| 8     | 20 a 24 | 0     |
| 8     | 15 a 19 | 0     |
| 0     | 10 a 14 | 0     |
| 4     | 5 a 9   | 8     |
| 4     | 0 a 4   | 8     |

## Economia
El 2007 la població en edat de treballar era de 75 persones, 50 eren actives i 25 eren inactives. De les 50 persones actives 45 estaven ocupades (29 homes i 16 dones) i 5 estaven aturades (5 dones i 5 dones). De les 25 persones inactives 10 estaven jubilades, 6 estaven estudiant i 9 estaven classificades com a «altres inactius».

### Ingressos
El 2009 a Saint-Maur-des-Bois hi havia 57 unitats fiscals que integraven 137 persones, la mediana anual d'ingressos fiscals per persona era de 14.638 €.

### Activitats econòmiques
L'únic establiment que hi havia el 2007 era d'una empresa de fabricació d'altres productes industrials.
L'any 2000 a Saint-Maur-des-Bois hi havia 16 explotacions agrícoles que ocupaven un total de 384 hectàrees.

## Poblacions més properes
El següent diagrama mostra les poblacions més properes.